# De aanvaarding van het Hoog Bewind
De aanvaarding van het Hoog Bewind door het Driemanschap in naam van de Prins van Oranje op 21 november 1813 ten Huize van Gijsbert Karel van Hogendorp is een schilderij gemaakt omstreeks 1828 door Jan Willem Pieneman van de aanvaarding van het Hoog Bewind door het Driemanschap van 1813. Sinds 1892 is het schilderij eigendom van het Rijksmuseum Amsterdam.

## Historische achtergrond
Vanaf 1810 maakte Nederland deel uit van Eerste Franse Keizerrijk en vanaf het begin van 1813 begon het verzet tegen het napoleontische bewind te groeien. Na de Slag bij Leipzig sloegen Franse ambtenaren uit Noord-Duitsland op de vlucht naar Frankrijk, waarbij ze via Nederland reisden. Hiermee werd ook het Franse gezag ter plekke ondermijnd. Op 15 november kreeg Johan Gerard van Oldenbarneveld genaamd Witte Tullingh de toestemming van het Franse gezag om Den Haag in Oranje versieringen te hullen en dat hij de macht over de stad kon overnemen.
In de Haagse kring van Leopold van Limburg Stirum en Gijsbert Karel van Hogendorp ontstond er een plan om in het gezagsvacuüm te springen. Hiervoor werden ook andere regenten opgeroepen, maar zij gaven weinig gehoor aan deze oproep op 18 november. Hierop besloot Van Hogendorp samen met Van Limburg Stirum en Frans Adam van der Duyn van Maasdam om zichzelf tot algemeen bestuur uit te roepen "tot de komst van zijn hoogheid toe".

## Voorstelling
Pieneman schilderde het schilderij ongeveer vijftien jaar na de daadwerkelijke gebeurtenis. De schilder moest zijn best doen om de verouderde hoofdrolspelers jonger te maken en daar slaagde hij maar ten dele in. De kleding die de mensen op het schilderij dragen tonen dan ook de mode van 1828 en niet die van 1813.
Links van het midden op het schilderij is Gijsbert Karel van Hogendorp afgebeeld, gezeten op een stoel en met een bontmantel aan. Hierdoor steekt hij af bij de overige afgebeelde personen. Achter Van Hogendorp staat Frans Adam van der Duyn van Maasdam, maar Pieneman permitteerde zich de vrijheid om hem af te beelden ondanks dat Van der Duyn op 21 november 1813 niet aanwezig was in de woning van Van Hogendorp. Rechts van hen staat de derde Drieman, Leopold van Limburg Stirum. De militair die prominent vooraan staat is Witte Tullingh.
Achter de tafel, links van Van Hogendorp, zitten zijn acht kinderen. Zijn oudste dochter Wilhelmina houdt zijn jongste dochter, Margo, vast. Links achter haar staat Hester en helemaal links Frederik. Volgens sommige interpretaties van het schilderij staat het negende kind van Van Hogendorp, zijn oudste zoon Willem, in de deuropening, maar deze bevond zich zowel in 1813 als in 1828 niet in Nederland. Daarnaast ontbreekt Hester van Hogendorp-Clifford, de echtgenote van Van Hogendorp, op het schilderij; zij was in 1828 niet meer in leven.

## Geschiedenis
Na voltooiing van het schilderij stuurde Pieneman het werk in voor de tentoonstelling van het werk van levende meesters in Den Haag in 1830. Nog direct dat zelfde jaar bestelde prinses Anna Paulowna van Rusland een kopie van het schilderij bij Nicolaas Pieneman, de zoon van Jan Willem Pieneman. Met dit schilderij werd zij een jaar later geportretteerd door Jan Baptist van der Hulst.